# Dorothy Metcalf-Lindenburger
Dorothy Marie "Dottie" Metcalf-Lindenburger, född 2 maj 1975 i Colorado Springs, Colorado, är en amerikansk astronaut uttagen i astronautgrupp 19 den 6 maj 2004. Hon är en del av Nasas program för lärare i rymden och har en BA i geologi vid Whitman College i Washington 1997.
Under sin uppväxt var hon medlem av International Order of the Rainbow for Girls. Meatcalf Lindenburger är gift med Jason L. Metcalf-Lindenburger.

## Rymdfärder
- Discovery - STS-131